# Рудольф Кюнгольд
Рудольф Кюнгольд (нім. Rudolf Kühnhold; 1903–1992) — німецький фізик-експериментатор, відомий розробкою радара.
Виходець з Шваллунгена в Майнінгені, район Тюрингія, здобув вищу освіту в галузі фізики в Геттінгенському університеті. Після закінчення з Ph.D. у фізиці в 1928 році обійняв посаду в Nachrichtenmittel-Versuchsanstalt Військово-морського флоту в Кілі, де займався акустичними дослідженнями з метою підвищення точності виявлення суден. В 1931 році був призначений науковим директором NVA.
В ході досліджень переконався, що необхідна точність виявлення суден може бути досягнута тільки за допомогою електромагнітних, а не акустичних методів.
20 березня 1934 року в гавані Кіля вперше випробував радар.